# Hemeroblemma malitiosa
Hemeroblemma malitiosa là một loài bướm đêm trong họ Erebidae.